# Сколло, Этта
Этта Сколло (род. 25.07.1958) — итальянская певица и композитор. Её музыка сочетает в себе традиционную музыку Сицилии, поп и джаз.

## Биография
Этта родом из Катании (Италия). В возрасте 18 лет она переехала в Турин, где начала учиться на архитектора. Вскоре она отказалась от учёбы, чтобы полностью посвятить себя музыке. В период с 1983 по 1987 гг она работала с такими артистами, как саксофонист Эдди Дэвис, Sunnyland Slim и Champion Jack Dupree, как в студии звукозаписи, так и на концертах. Встреча с известным музыкантами поп сцены — Полом Маккартни привела к выпуску их совместной песни Oh! Darling (адаптированной Эттой на итальянский язык). Песня сразу стала хитом номер один в австрийском чарте.. Сколло, представляя Австрию, выиграла фестивали "Люди и море" в ГДР (1988), «Золотой Орфей» в Болгарии (1990), получила третью премию на фестивале «Сопот» в Польше (1991).
В 1990-е годы она работала в Гамбурге с музыкальным ансамблем L’art pour l’Art, экспериментируя в жанре современной музыки. В этом время она сочиняет песни для фильмов — например, Come la pioggia для фильма «Für immer und immer» (режиссёр Hark Bohm), а также «I tuoi fiori» для фильма Плохой парень корейского режиссёра Ким Ки Дука. Благодаря её выступлениям и альбомам Blu, Il bianco del tempo и Casa она становится популярной исполнительницей в Германии.
В настоящее время Этта Сколло проживает в Берлине и на Сицилии, где посвятила себя сочинению и изучению традиционной музыки. Успех её концерта Canta Ro, который был представлен на Летнем фестивале в Палермо в июле 2004, при поддержке Симфонического Оркестра Сицилии, подтвердил актуальность традиционной музыки Сицилии, которая до этого времени была известна лишь ограниченной аудитории.
В 2009 году она участвует в главной роли Елены в музыкальном спектакле трагедии «Фауст II» по мотивам произведения Вольфганга Гёте, с музыкой современного композитора Карстена Гуденманна в исполнении Deutsche Kammerphilharmonie, режиссёр Александр Шелли.
16 ноября 2010 в Театро Массимо в Палермо состоялась премьера оперы «Алиса в стране чудес», в которой Этта Сколло исполнила роль Алисы.

## Дискография
- Blu — 1999
- Il bianco del tempo — 2002
- In concerto — 2002
- Casa — 2003
- Canta Ro' — 2005
- Canta Rò in Trio — 2006
- Les siciliens! — 2007
- Il fiore splendente — 2008